# Konarsko
Konarsko (Bulgaars: Конарско) is een dorp in het zuidwesten van Bulgarije. Zij is gelegen in de gemeente Jakoroeda, oblast Blagoëvgrad. Het dorp ligt 51 km ten oosten van Blagoëvgrad en 82 km ten zuiden van Sofia.

## Bevolking
Het dorp scheidde zich in 1954 af van het dorp Babjak in de gemeente Belitsa. In de volkstelling van 1956 werd het dorp voor het eerst geregistreerd en telde toen 1.222 inwoners. Dit aantal steeg tot een hoogtepunt van 1.513 personen in 1946. Op 31 december 2019 telde het dorp 863 inwoners.
De bevolking bestaat uit Bulgaarssprekende moslims, ook wel Pomaken genoemd. Van de 968 inwoners reageerden er slechts 333 de optionele volkstelling van 2011. Daarvan identificeerden 146 personen zich als Bulgaarse Turken (43,8%) en 26 personen als etnische Bulgaren (7,8%). De overige 161 respondenten waren ondefinieerbaar (48%).
Van de 968 inwoners die in februari 2011 werden geregistreerd, waren er 162 jonger dan 15 jaar oud (17%), zo'n 687 inwoners waren tussen de 15-64 jaar oud (71%), terwijl er 119 inwoners van 65 jaar of ouder werden geteld (12%).